# Armand Preud'homme
Armand Rozaire Joseph Preud'homme (Peer, 21 febbraio 1904 – Brasschaat, 7 febbraio 1986) è stato un compositore e organista belga.

## Biografia

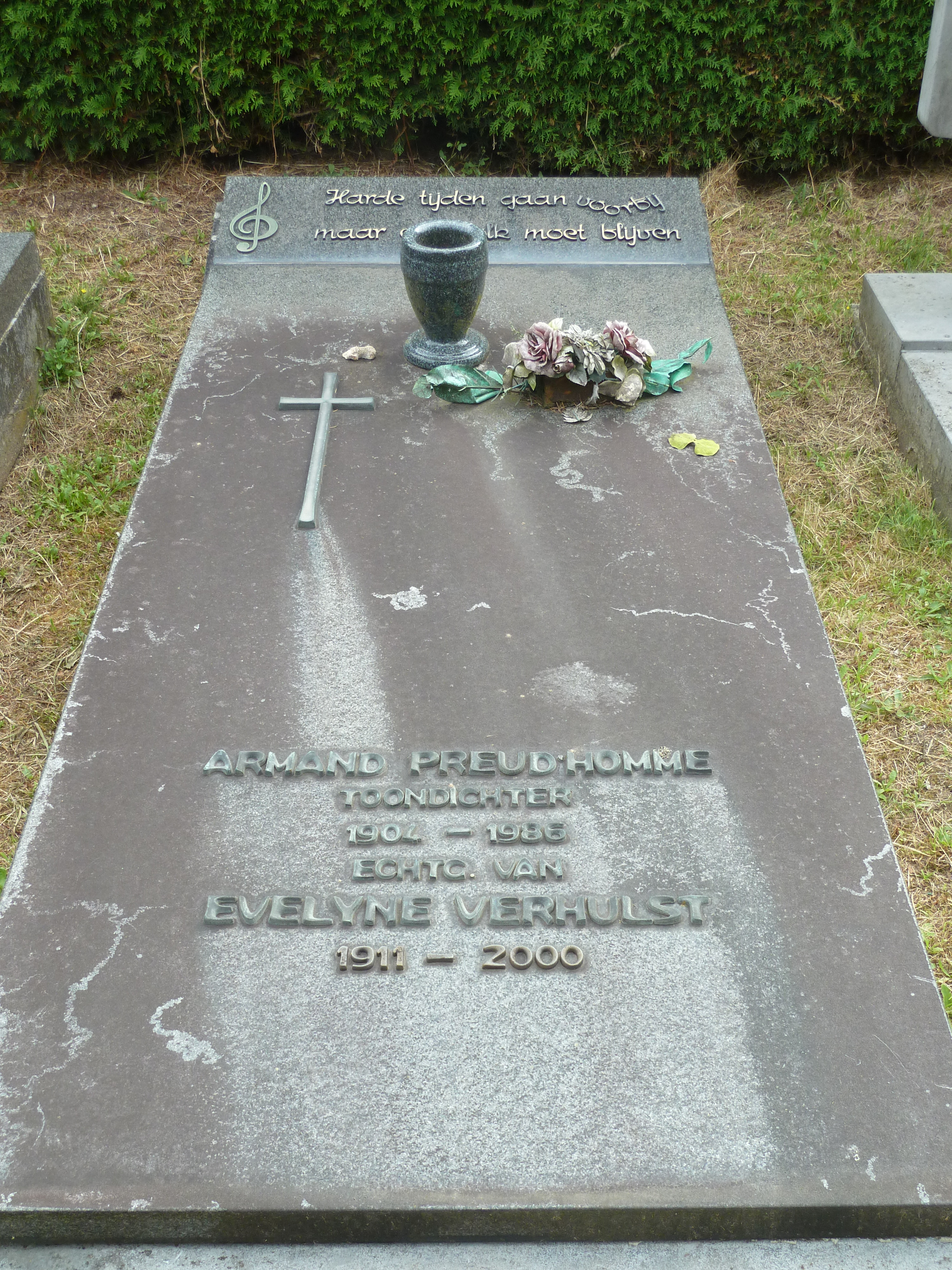
Tomba di Armand Preud'homme al Schoonselhof ad Anversa.

Preud'homme nacque a Peer da Gerard Joseph Preud'homme e di Maria Anna Van Roy. Fu l'ultimo dei cinque figli della coppia. Il padre fu direttore della scuola elementare del paese. La casa natale in Kloosterstraat 37 fu trasformata nel Museo Armand Preud'homme nel 1990 con il supporto del comune di Peer.
L'amore per la musica gli fu trasmesso dal padre, che era anche organista della chiesa locale. Ricevette inoltre lezioni di musica dalla sorella maggiore.
Già a 9 anni fu in grado di sostiurire il padre all'organo e a 13 anni compose la sua prima canzone.
Dopo aver completato l'istruzione secondaria, si iscrisse alla scuola per insegnanti di Sint-Truiden. Tuttavia, questi studi non lo interessarono e preferì iscriversi alla scuola d'organo di Hasselt con Arthur Meulemans e successivamente all'Istituto Lemmens con Jules Van Nuffel, Marinus De Jong e Flor Peeters, un conservatorio che allora si trovava a Malines (Mechelen). Si diplomò in quell'istituto nel 1928 e diventò organista presso la chiesa di Sant'Amand a Geel.
A Geel, entrò in contatto con una compagnia d'operetta, che non era in grado di mettere in scena le operette più impegnative. Compose quindi alcune opere più leggere per loro. Cominciò gradualmente anche a scrivere più canzoni. Poco prima della Seconda guerra mondiale compose le celebri canzoni fiamminghe Voor Outer en Heerd e Kempenland, che durante la guerra vennero cantate come marce.
La sua prima operetta si intitolò Het leven bloeit open. Fu rappresentata 22 volte. Raccontava la storia di un giovane di campagna, trasferitosi in città per studiare musica, il quale, ritornato al proprio villaggio, incontra una signorina benestante che si innamora di lui, ma alla fine sceglie una ragazza del popolo.
Nel periodo di Geel scrisse anche De helden van het land e Het schoothondje van mevrouw Pips. Dal 1943 al 1945 fu direttore di una scuola di musica a Mortsel. Fu anche direttore della Harmonie fiamminga di Geel.
Subito dopo la Seconda guerra mondiale, fu accusato di simpatie fasciste per via delle prime due righe della canzone Kempenland:
Kempenland, aan de Dietsche kroon
wonderfrisse perel
Fu condannato a un anno di prigione, ma nel 1949 fu assolto dalla Corte d'appello. Faticò a trovare lavoro. Tutti lo ricordavano come il compositore di Kempenland, aan de Dietsche kroon. Da quel momento fece un po' di tutto per guadagnarsi da vivere: allevò polli, vendette lavatrici e aiutò il fratello con delle invenzioni. Nel 1947 tornò ad Anversa e, dopo un breve impiego presso la Lega Economica Fiamminga, fu costretto a chiedere il sussidio di disoccupazione.
Con i fratelli Renaat Veremans e Maurits Veremans e con Mark Liebrecht formò un piccolo circolo dove si parlava quasi solo di musica. In quel periodo nacque l'operetta Op de purperen hei, che fu rappresentata più di 500 volte.
Nel ristorante "Bristol" in Frankrijklei ad Anversa, fu assunto all'inizio degli anni cinquanta per suonare l'organo Hammond. I socialisti frequentavano regolarmente il locale e quando arrivava Camille Huysmans, suonava per lui musica di Peter Benoit. Ma nel 1957, periodo delle contestazioni scolastiche, la sua canzone Voor Outer en Heerd fu cantata per strada dai cattolici manifestanti come inno di protesta. I socialisti pensarono che Preud'homme l'avesse composta appositamente per l'occasione e, sebbene riuscì a provare il contrario, fu licenziato dal "Bristol".
Nel 1957 trovò un impiego stabile come insegnante di musica presso l'Istituto Tecnico delle Orsoline a Hasselt, dove rimase fino al 1968. Nel frattempo continuò a comporre decine di canzoni, a metà strada tra lied e chanson.
Nel frattempo divenne anche conferenziere. Con un trio da lui formato, che includeva la moglie Eveline Verhulst di Geel e che prese il nome di Trio Op de purperen hei, girò le Fiandre organizzando serate musicali. La violinista Eveline Verhulst (1911-2000), che aveva sposato nel 1931, era una prozia di Constant Verhulst, compositore di Te Lourdes op de bergen. Eveline e le sue sorelle avevano preso lezioni private da lui.
Il 12 gennaio 1968 ricevette dal re Baldovino I del Belgio la Medaglia d'oro dell'Ordine della Corona. Poco dopo fu inviato, insieme a Willem De Meyer, in missione culturale in Sudafrica, dove scoprì che le sue canzoni erano cantate più spesso che in Belgio. Preud'homme diresse diverse manifestazioni nazionali fiamminghe e compose anche una Messa per l'amnistia. In occasione della celebrazione del 600º anniversario della città di Peer, compose l'operetta Bengel, su libretto di Tine Van Rompuy-Janssens.
Il 31 maggio 1981 fu inaugurata a Hasselt una sua statua, realizzata dallo scultore Jan van de Brande. Poco dopo, la statua fu oggetto di un attentato dinamitardo. In occasione del suo 75º compleanno, il giornalista René Melis scrisse la sua biografia romanzata Op de heide waait de wind. 
Morì a Brasschaat il 7 febbraio 1986. Nel corso della sua vita compose circa 450 canzoni. Venne sepolto con la moglie al Schoonselhof.

## Riconoscimenti

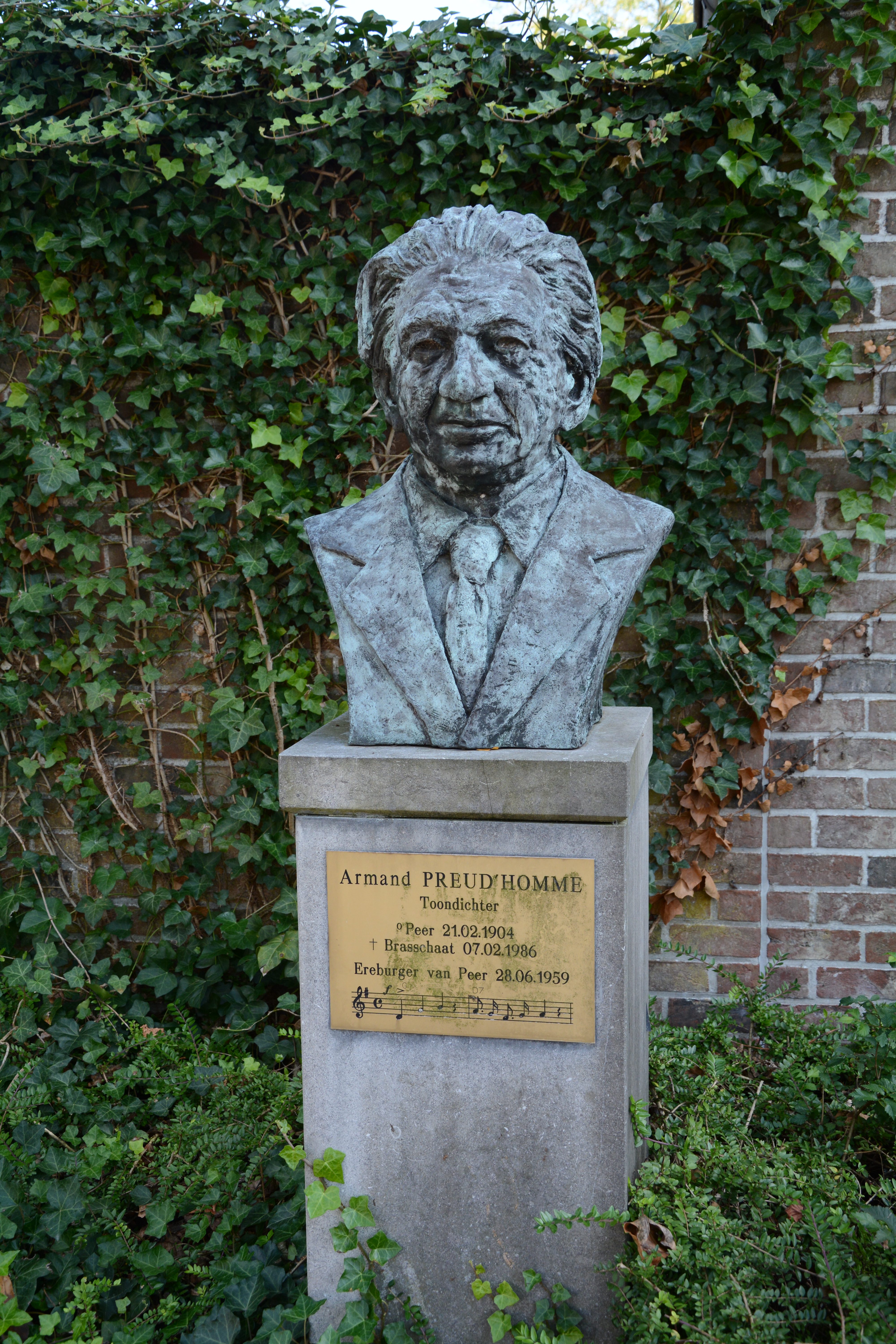
Busto di Armand Preud'homme a Peer.

Divenne cittadino onorario dei comuni di Peer, Geel, Kampenhout, Kasterlee e Zichem. Fu anche membro onorario dell'Associazione Studentesca Nazionalista.
Peer ed Edegem gli hanno intitolato una piazza e altre diverse località in Belgio hanno una a lui dedicata.
Nel 2005 si classificò al 195º posto nella versione fiamminga del programma De Grootste Belg (Il più grande belga).